# جورجیو آلتاره
جورجیو آلتاره (انگلیسی: Giorgio Altare؛ زادهٔ ۹ اوت ۱۹۹۸) بازیکن فوتبال اهل ایتالیا است.